# El cielo se equivocó
El cielo se equivocó es una comedia romántica estrenada en 1989, escrita por Perry Howze y Randy Howze y dirigida por Emile Ardolino. Fue nominada a un Oscar a la mejor canción (After All).

## Argumento
Corinne (interpretada por Cybill Shepherd) está muy enamorada de su marido Louie Jeffries (Christopher McDonald). Pero un día él es atropellado y muere. Cuando llega al cielo, consigue que le dejen volver a la vida, pero naciendo nuevamente como Alex Finch (Robert Downey Jr.). Sin embargo, en el cielo se olvidan de borrar su memoria, por lo cual veinte años más tarde casualmente conoce a Corinne y comienza a recordar todo y la convence finalmente de que él es su difunto esposo. 
Por otra parte la hija de Corinne (Mary Stuart Masterson) se enamora de Alex, sin tener idea de la verdadera relación que tiene su madre con Alex, que es mucho más joven que ella. Pero en el cielo esperan la ocasión para enmendar su equivocación y hacer que Alex olvide todo acerca de su vida pasada.